# الديمقراطية الاستباقية
الديمقراطية الاستباقية، هي نظرية للتربية المدنية تعتمد على اتخاذ القرارات الديمقراطية، التي تأخذ في الاعتبار التنبؤات بالأحداث المستقبلية، والتي تمتلك بدورها بعض المصداقية مع الناخبين. صاغ آلفين توفلر هذه العبارة في كتابه «صدمة المستقبل»، وتوسع فيها في كتاب «الديمقراطية الاستباقية لعام 1978»، الذي حرره كليمنت بيزولد.
يُعتبر كلًا من نيوت جينجريتش، وهايدي توفلر، وكيه. إريك دريكسلر، وروبن هانسون، من المدافعين الآخرين المعروفين عن النهج الاستباقي، إذ يناصر هؤلاء النهج الذي يشارك فيه الجمهور، وليس فقط الخبراء، في عملية «التوقع».
اقترح برنامج فيوتشرماب «الخريطة المستقبلية» الصادر عن مكتب التوعية بالمعلومات التابع لحكومة الولايات المتحدة الأمريكية، سوق تنبؤات، وذلك قبل إلغائه في 29 يوليو عام 2003.

## المتغيرات
يمكن أن تتجلى ديمقراطية المنطقة الأحيائة على شكل متغير للديمقراطية الاستباقية، وذلك من جهة أنها تتوقع (باستخدام عملية علمية مماثلة) نتائج الصحة البيئية لأي إجراء معين. ومع ذلك، فهي تعتمد عادةً بشكل أكبر على وسائل أقل هشاشة بكثير، وذلك على صعيد التدابير والكميات مقارنة.
قد تتحد الديمقراطية التداولية البديلة مع النموذج الاستباقي أو الأحيائي، إذ أنها تعتمد بدرجة أقل على النماذج الرسمية ونظام السوق الرهاني بالنسبة للأحداث المستقبلية، وتعتمد بدرجة أكبر على المناقشة.
يمكن اعتبار المقاربات التداولية والاستباقية والأحيائية، متغيرات للديموقراطية التشاركية، مع الأخذ بعين الاعتبار اختلاف القيم الحدية لسهولة المشاركة، وعبء تقديم الأدلة، والاهتمام بالحياة غير البشرية أو الأجيال القادمة، وانعكاس تسامح المشاركين مقابل التفضيلات أو المثل العليا للحقيقة. يوصف النموذج التداولي في بعض الأحيان بأنه نموذج «يساري» ونموذج استباقي أكثر «يمينية». يفضل أولئك الذين يرغبون في تجنب هذا النقاش ويرون مزايا لكلتا الطريقتين، مثل «الخضر»، استخدام المصطلح العام «الديمقراطية التشاركية». أصبح هذا المصطلح أساسيًا للسياسة الخضراء نفسها.
تشمل المصطلحات الأخرى التي تمتلك أيضًا علاقات أكثر تحديدًا مع المدافعين أو الأساليب المُتبعة: الديمقراطية القاعدية والديمقراطية شبه المباشرة والديمقراطية التوافقية.